# Baccharis salicifolia
Baccharis salicifolia o azumiate, es el nombre que se le da al arbusto, también conocido como  jara amarilla, chilca,  azulmiate o cucamoarisha. Su área de dispersión abarca el sur de Estados Unidos hasta el centro de Chile y Argentina. En el sur de México es popularmente conocido como azumiate (del nahuatl "azumiatl"). Es una especie de planta perteneciente a la familia Asteraceae es típica del desierto del sudoeste de Estados Unidos y noroeste de México, donde se la conoce como mula grasa o batamote, encontrándose también por las tres zonas subcontinentales de América incluyendo al centro de Argentina y Chile donde se la conoce como chilca (una de las especies llamadas chica en parte de Argentina).

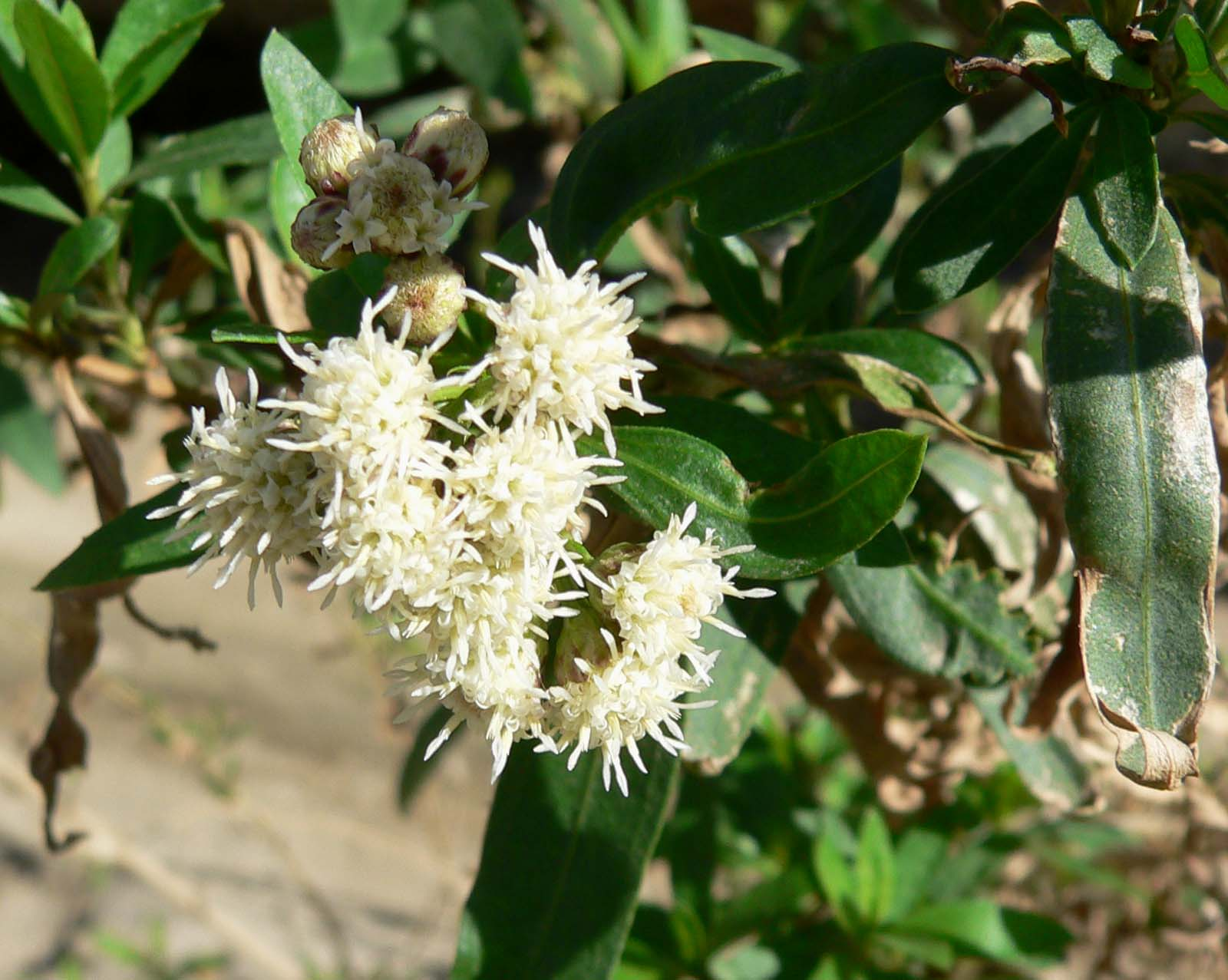
Inflorescencia

## Descripción
Arbusto que mide entre 0,8 a 2 m de altura. El tallo es leñoso y granuloso. Las hojas son alargadas y rectas con cabezuelas y laxas de 10 a 15 cm de largo. Las flores son masculinas y femeninas de 5 a 7 mm de ancho dispuestas en tres series con forma semiesférica y frutos parecidos a una nuez, color café blanquecino. Habita en lugares húmedos como las orillas de ríos y arroyos. 
Es un gran arbusto con el follaje pegajoso que tiene pequeñas flores rosas o rojas teñidas de blanco y grandes hojas que pueden ser dentadas. Es común cerca de fuentes de agua.

### Fenología
El periodo de floración inicia en julio y concluye en enero del año siguiente.

## Ecología

### Distribución
Está distribuido en la mayor parte de las zonas semihumedas de México y se encuentra en los estados de Oaxaca, Nayarit, Puebla, Jalisco,  y Colima. 

### Relaciones con otros organismos
Ante el ataque de una plaga de insectos herbívoros, la planta segrega compuestos orgánicos volátiles que al ser recibidos por miembros de la misma especie vecinos estos se preparan activando su sistema de defensa.

## Taxonomía
Baccharis salicifolia fue descrita por (Ruiz y Pav.) Pers. y publicado en Synopsis Plantarum 2: 425. 1807.
Etimología
Baccharis: nombre genérico que proviene del griego Bakkaris dado en honor de Baco, dios del vino, para una planta con una raíz fragante y reciclado por Linnaeus.
salicifolia: epíteto latino que significa "como hojas de sauce".
Sinonimia
| - Baccharis araucana Phil. - Baccharis caerulescens DC. - Baccharis calliprinos Griseb. - Baccharis chilquilla DC. - Baccharis corymbosa Meyen - Baccharis cuervi Phil. - Baccharis fevillei DC. - Baccharis glutinosa var. incisa Heering - Baccharis iresinoides Kunth - Baccharis kraussei Heering - Baccharis lanceolata Kunth - Baccharis longipes Kunze ex DC. - Baccharis marginalis DC. | - Baccharis mirabilis Heering - Baccharis pallida Heering - Baccharis parviflora Ruiz & Pav. - Baccharis striata Ruiz & Pav. - Baccharis viminea var. atwoodii S.L.Welsh - Baccharis viscosa var. nigricans Kuntze - Molina salicifolia Ruiz & Pav. - Molina striata Ruiz & Pav. - Molina viscosa Ruiz & Pav. - Pingraea marginalis (DC.) - Pingraea salicifolia (Ruiz & Pav.) F.H.Hellw. |

## Propiedades
Su principal uso medicinal es contra la infección y dolor de estómago; como tratamiento se emplea la planta restregada sobre el vientre, o su cocción se bebe en ayunas.
Se le emplea también contra tumores causados por golpes o caídas, en los que puede o no haber dolor (son bolas pequeñas o grandes, que aparecen en alguna parte del cuerpo). Para curarlos se aplican sobre ellos las hojas machacadas en alcohol. Por otra parte, se usa para tratar el sarpullido (que se desarrolla por permanecer mucho tiempo en el calor o por la picadura de algún animal), y la varicela, que son pequeños granitos muy parecidos a los de la viruela pero menos graves, que se adquieren por contagio entre los niños. En tal caso se aplican baños con el cocimiento del tallo y la flor, más un puñado de carbonato.
Composición química
De acuerdo con el libro Las plantas medicinales de México. Tomo I, la composición química de la resina que produce contiene:
- Metanol
- Éteres
- Camferol

## Nombres comunes
- Azumiate, chamiso, jara amarilla, jaral
- En Perú: Hierba de la Plata, Chilco Hembra, Chilco Macho[10]
- En La Pampa y en el resto de Argentina se conoce con el nombre de chilca, este nombre popular en el centro de ciertas zonas de Argentina y Chile deriva del vocablo mapudungun chillca.